# Travancoria elongata
Travancoria elongata är en fiskart som beskrevs av Rohan Pethiyagoda och Kottelat, 1994. Travancoria elongata ingår i släktet Travancoria och familjen grönlingsfiskar. IUCN kategoriserar arten globalt som starkt hotad. Inga underarter finns listade i Catalogue of Life.